# Le juge Ireton est accusé
Le juge Ireton est accusé (Death Turns the Tables, dans l'édition originale américaine, et The Seat of the Scornful dans l'édition britannique) est un roman policier de John Dickson Carr publié en 1941. C'est le 14e roman de la série mettant en scène le personnage du Dr Gideon Fell (orthographié « Gedeon Fell »).
Le roman est un « whodunit » classique mais qui offre deux coups de théâtre en fin de récit, autorisant le développement de deux explications différentes et contradictoires (le suspect de la police et le suspect de Gedeon Fell).
Le roman évoque une intrigue peu banale : un soir, le poste de police de Tawnish reçoit un appel de détresse provenant du cottage du juge Ireton. Les policiers arrivent rapidement et, sur le sol du salon, découvrent le cadavre d'Anthony Morrell, le fiancé de Constance, la fille du juge. Le juge lui-même, le regard éteint, un revolver à la main, est affalé dans un fauteuil devant le corps. Certes, le jeune Morrell avait une réputation d'intrigant et de maître-chanteur, et la police retrouve dans les vêtements de son cadavre une importante somme d'argent, mais fallait-il pour autant que le juge se transforme en justicier ? Or, malgré la situation accablante, ce dernier proclame son innocence. Le Dr Fell, appelé à la rescousse, peut seul démêler l'écheveau de cette intrigue criminelle.

## Personnages principaux
- Victime du meurtre et auteur supposé
  - Anthony (« Tony ») Morell : fiancé de Constance Ireton, découvert mort dans la maison du juge Ireton
  - Horace Ireton : juge, président de cour d'assises à Londres

- Enquêteurs
  - Gedeon Fell : détective amateur
  - M. Graham : inspecteur de police
  - Albert (« Bert ») Weems : policier
  - Dr Hulworthy Fellows : médecin légiste (rôle secondaire)

- Témoins et suspects
  - Constance Ireton : la fille du juge
  - Fred Barlow : avocat, ami d'enfance de Constance
  - Jane Tennant : amie de Constance et amoureuse de Fred Barlow
  - Hermann Appleby : avocat d'Anthony Morell

- Autres personnages
  - Florence Swan : demoiselle du téléphone
  - Jeff le Noiraud (« Black Jeff ») : vagabond
  - Cynthia Lee (citée seulement) : a été en conflit avec Anthony Morell cinq ans auparavant
  - Charles Hawley (cité seulement) : un ami du juge Ireton

## Résumé
Le roman est composé de 20 chapitres.

### Mise en place de l'intrigue
Cette section concerne les chapitres 1 à 6 du roman.
Le roman commence par un procès de cour d'assises. Ce jeudi 26 avril, le juge Horace Ireton se révèle être un président de cour d'assises sec, intransigeant et sévère, voire cruel. Un homme vient d'être condamné à une lourde peine ; son avocat est Frederick (« Fred ») Barlow, ami d'enfance de Constance et avocat talentueux.
Le lendemain, vendredi 27 avril, la fille du juge Ireton, Constance, est stressée car elle a décidé de présenter son fiancé secret, Anthony Morrell (« Tony »), à son père. Or ce dernier souhaiterait qu'elle épouse Fred Barlow. Constance demande à Fred d'intercéder en sa faveur auprès de son père, mais Fred refuse. Elle décide donc d'aller « affronter » son père avec Tony.
Elle se rend donc avec Tony à la résidence de printemps louée par son père et située près dans le Devon, près de la côte. La petite maison (cottage Dunes) est surnommée « le Bungalow ». Elle présente Tony à son père. Même si celui-ci n'est guère satisfait des intentions de sa fille, il n’en laisse rien paraître et se montre neutre. Constance se retire pour laisser les deux hommes discuter du futur mariage. Le juge Ireton pense que Tony est un « coureur de dot » et qu'il abandonnera Constance quelques mois après le mariage, dès qu'il aura mis la main sur les avoirs de la jeune femme provenant de l'héritage de sa mère. Il propose à Tony de lui remettre une forte somme d'argent en contrepartie d'une rupture avec Constance. Tony accepte la proposition et les deux hommes se mettent d'accord sur une forte somme (3 000 livres sterling, valeur 1941). Un second rendez-vous est prévu pour le lendemain à 20 h 30.
Le lendemain samedi 28 avril, vers 20 h 30, le poste de police de Tawnish reçoit un appel de détresse provenant du Bungalow où réside le juge Ireton. Quelqu'un annonce que Ireton est sur le point de le tuer. Quelques secondes après, un coup de feu éclate. Le policier du commissariat, Weems, se rend immédiatement sur les lieux. Il croise en cours de route Fred Barlow qui aurait aidé un vagabond ivre (Jeff le Noiraud) à se relever.
Le policier découvre, sur le sol du salon, le corps d'Anthony Morrell. Le juge est à quelques mètres de là, assis dans un fauteuil, un revolver à la main. L'inspecteur Graham est appelé et arrive un peu plus tard au Bungalow.
Pour sa part le juge Ireton déclare avec sang-froid qu'il est innocent et qu’il n'a pas tiré sur Tony. Selon lui, il se trouvait dans la cuisine et n’avait pas entendu Tony arriver. Quand il a entendu le coup de feu, il est venu dans le salon et y a trouvé le corps de Tony avec le revolver, encore fumant, non loin de là sur le sol. Il a pris l'arme, qu'il n'a jamais vue, par réflexe. Peu de temps après, Constance Ireton arrive sur les lieux du drame.
L'examen du corps par les deux policiers permet de trouver dans la poche de l'imperméable de Tony une enveloppe contenant 3 000 livres sterling. D'où vient cette somme ? Pourquoi est-elle dans la poche ?
Le juge révèle l'identité de Tony Morell : il s'agit d'Antonio Morelli, qui avait été condamné cinq ans auparavant dans une affaire de chantage.
Les charges paraissent accabler le juge, seul dans la maison, avec un séducteur notoire qui a été tué à quelques mètres de lui.
Sur ces entrefaites, un dénommé Hermann Appleby arrive sur les lieux. C'est l'avocat de Tony Morell, qui lui avait demandé la veille de venir à cette adresse ce soir à 20 h 30. L'avocat s'étant perdu dans les petites routes de campagnes, il n’arrive qu'à 20 h 45. Appleby révèle aux personnes présentes que Tony Morell était assez riche et disposait d'un capital de 60.000 livres sterling (valeur 1941). Il était venu voir le juge Ireton pour lui donner la somme de 3000 livres en tant que cadeau de mariage pour Constance. Loin d'être l'arnaqueur ou l'escroc que le juge pensait qu'il était, Morell n'avait pas du tout l'intention de quitter Constance après l'avoir séduite !

### Enquête des policiers et de Gedeon Fell
Cette section concerne les chapitres 7 à 10 du roman.
Le même soir, Jane Tennant a une conversation avec le Dr Gedeon Fell. Elle lui confie qu'elle est amoureuse de Fred Barlow, mais que ce dernier est amoureux de Constance Ireton. Celle-ci veut se marier avec un inconnu dont Jane sait qu'il est un individu peu recommandable. En effet Cynthia Lee, la meilleure amie de Jane, avait tiré un coup de feu sur Tony Morell cinq ans auparavant à la suite d'un chantage que ce dernier avait exercé. Le revolver, un Ives-Grant 32 (marque fictive), avait une petite croix gravée sur la crosse.
Sur les lieux du drame, Constance et Fred Barlow, qui se sont retirés dans une chambre, mettent au point leurs futures déclarations permettant d'expliquer leur présence près du Bungalow lors du meurtre de Tony Morell. Constance confie à Fred Barlow qu'elle est persuadée que son père est coupable : elle l’a vu tirer avec un revolver. Ils échangent les faits dont ils ont été les témoins directs.
Pendant ce temps, les enquêteurs ont fouillé le salon et ont trouvé, sous le corps de Tony Morell, quelques poignées de sable rouge : ce type de sable ne provient pas de la région.
Arrivent alors sur les lieux Gedeon Fell (appelé par le juge Ireton), accompagné de Jane Tennant.
Le premier point étudié est le sable rouge trouvé dans le salon. Fell suggère qu'il provient peut-être d'un sablier. Le deuxième point est l'état du téléphone du salon, complètement démoli. Enfin le revolver qui a servi à tuer Tony Morell a une croix sur la crosse : c'est celui utilisé cinq ans avant par Cynthia Lee. Tout le monde se sépare ensuite et va se coucher.

### Poursuite de l'enquête
Cette section concerne les chapitres 11 à 17 du roman.
On est le lendemain du drame, le dimanche 29 avril. Gedeon Fell organise au déjeuner une réunion informelle avec l'inspecteur Graham, Fred Barlow et Jane Tennant. On évoque l’arme qui a servi au meurtre ainsi que des endroits où se trouvaient les principaux protagonistes entre 20 h et 20 h 30. Barlowe raconte comment il avait croisé la route de Fred le Noiraud ce soir-là. Appelés par Ireton qui s'estime victime d'une tentative de chantage de Appleby, tandis que Jane Tennant rentre chez elle, les trois hommes se rendent chez le juge. Lors de leur arrivée, Appleby a quitté les lieux. S'ensuit une discussion avec Ireton, au cours de laquelle l'inspecteur Graham détaille le scénario du meurtre commis, selon lui, par Ireton. Ce dernier nie avoir commis le meurtre.
L'enquête auprès de la standardiste du téléphone (Florence Swan) démontre que Constance Ireton a menti pour protéger quelqu'un : son père, ou Fred Barlow ?
Le soir du dimanche, Fred Barlow et Jane Tennant se rendent à une fête organisée dans un grand hôtel d'Exeter (Hôtel de l'Esplanade). Dans la piscine privée de l'hôtel, les deux amis ont une longue conversation. Selon Jane, le revolver Ives-Grant 32 provient de la collection d'armes d'un ami du juge Ireton, sir Charles Hawley, à qui Cynthia Lee l'avait donné. Ce revolver avait servi à Cynthia Lee à tirer sur Tony Morell cinq ans auparavant. Le juge a-t-il pu voler l’arme chez son ami ? Ils s'embrassent. Ils oublient que la piscine ferme à 22 h et il est 23 h ! Les lumières s'éteignant, ils constatent qu'ils ont dépassé l'heure de sortie et qu'ils sont enfermés dans la piscine. Tandis que Fred part à la recherche du gardien, Jane y reste seule. Quelqu'un rôde près d'elle et l'attaque dans l'obscurité avec un coupe-papier. Jane plonge et se rend au centre du bassin ; elle appelle au secours. Quelques minutes après, Fred revient avec le gardien, les lumières s'allument : l'inconnu(e) qui a agressé Jane a disparu. Jane et Fred rentrent chez eux.
Le lendemain, lundi 29 avril, une discussion a lieu entre Jane et Constance, qui avoue à son amie que c'est elle qui l’a attaquée la veille au soir avec le coupe-papier. Elle était jalouse de Jane car elle l'avait vu embrasser Fred et elle voulait lui faire peur. Cet événement est donc expliqué, l'affaire est close.

### L'arrestation d'un suspect par la police
Cette section concerne les chapitres 18 et 19 du roman.
Une nouvelle réunion a lieu dans « le Bungalow », en présence d'Ireton, de Graham, de Fell et de Barlow. Ils mettent tout à plat et réfléchissent sur les circonstances du meurtre.
Tout d'abord Fell démontre que le sable rouge trouvé dans le salon du Bungalow provient de l'intérieur d'une tête d'élan qui était empaillé. Cette tête d'élan contenait du sable rouge qui s'est répandu au sol lorsque la tête d'élan a reçu une balle tirée par le tueur. Puis Fell montre qu'en réalité, Tony Morell n'a pas été tué dans le Bungalow, mais à l'extérieur, et pas vers 20 h 30 mais vers 20 h 15 / 20 h 20.
Graham en déduit que le coupable est celui qui avait un puissant motif pour tuer Morell (la jalousie amoureuse) et qui se trouvait dehors à proximité. Il avait attendu Morell et avait tiré sur lui. On a retrouvé la douille de la balle du revolver Ives-Grant près de l’endroit où Barlow avait admis se trouver. Plus tard le tueur avait donné l'explication qu'il avait aidé Jeff le Noiraud qui selon lui était ivre mort. Puis il avait transporté le corps dans le Bungalow et avait appelé le commissariat de police en faisant croire que c'était Morell qui appelait au secours. Il avait entendu arriver le juge et avait quitté le Bungalow par la fenêtre, en laissant tomber l’arme au sol. Il était retourné en direction de la route et, lorsqu'il avait été aperçu par le policier Weems, avait évoqué Jeff le Noiraud. Si Constance Ireton avait menti (ce qui est prouvé), c'était pour protéger Barlow. En définitive, Fred Barlow est l'assassin : l'inspecteur Graham procède à son arrestation. Barlow conteste mollement son arrestation et se laisse emmener en garde à vue.

### Dénouement et révélations finales
Cette section concerne le chapitre 20 du roman.
Le mardi 30 avril, Gedeon Fell et le juge Ireton se trouvent dans le Bungalow et jouent aux échecs.
Fell explique à Ireton que l'arrestation de Barlow est une erreur, et qu'il sait qui est le meurtrier et comment il a agi : c'est le juge Ireton qui a tué Tony Morell.
Le juge ignorait que Tony Morell était riche et que ce dernier l'avait abusé. Il croyait vraiment qu'il devrait payer les trois mille livres sterling à celui qu'il considérait comme un escroc et un arnaqueur. Il avait décidé de le tuer. Pour cela, il s'était rendu précipitamment à Londres chez son ami Charles Hawley et avait volé le revolver Ives-Grant dans sa collection d'armes. Il avait attendu Morell non loin de chez lui et, lorsque ce dernier s'était approché, lui avait tiré avec le revolver, le laissant pour mort sur la dune. Il avait jeté le revolver par terre près du corps. Constance Ireton avait été témoin du meurtre. Le juge était rentré chez lui sans savoir que sa fille avait été témoin. Mais il ignorait que Tony Morell, en réalité, avait survécu. Bien qu'ayant reçu une balle dans le crâne, Morell avait récupéré le revolver, s'était traîné jusqu'au Bungalow, avait pénétré dans le salon, avait appelé la police avec le téléphone du salon : s'il mourrait, il voulait que les circonstances accablent le juge et que tout le monde sache que le juge était le coupable. Il avait tiré un coup de feu et était tombé au sol, définitivement mort. Le juge avait trouvé avec stupéfaction Morell dans son salon, alors qu'il était certain de l’avoir laissé mort quelques centaines de mètres de là !
Les versions de Fell et celle de l'inspecteur Graham ont un point commun : le tir visant à tuer Morell a lieu plus tôt dans la soirée et en un autre lieu que le Bungalow. Graham pense que c'est Barlow, alors qu'en réalité c'est le juge qui a fait le coup. Barlow avait réellement rencontré Jeff le Noiraud et se trouvait par hasard non loin de la maison du juge. Découvrant du sang sur la sable (celui de Morell), il avait cru qu’il avait blessé ou tué Jeff le Noiraud avec son automobile.
Ireton répond alors à Fell qu'il a rédigé des aveux complets. Il ne veut pas que Barlow paie pour son crime et que sa fille le déteste. La libération de Barlow n'est donc désormais plus qu'une question d'heures.

## Éditions
- Éditions originales en anglais
  - (en) John Dickson Carr, Death Turns the Tables, New York, Harper, 1941 — Édition américaine
  - (en) John Dickson Carr, The Seat of the Scornful, Londres, Hamish Hamilton, 1942 — Édition britannique

- Éditions françaises
  - (fr) John Dickson Carr (auteur) et Esther Lauber-Mercier (traducteur), Le juge Ireton est accusé [« The Seat of the Scornful »], Genève, Ditis, coll. « Détective-club - Suisse no 1 », 1945
  - (fr) John Dickson Carr (auteur) et Esther Lauber-Mercier (traducteur), Le juge Ireton est accusé [« The Seat of the Scornful »], Paris, Ditis, coll. « Détective-club - France no 94 », 1954, 192 p. (BNF 31909876)
  - (fr) John Dickson Carr (auteur) et Esther Lauber-Mercier (traducteur), Le juge Ireton est accusé [« The Seat of the Scornful »], Paris, Librairie des Champs-Élysées, coll. « Le Masque. Les Maîtres du roman policier.  no 1794 », 25 janvier 1984, 188 p. (ISBN 2-7024-1615-2, BNF 34780265)
  - (fr) John Dickson Carr (auteur) et Esther Lauber-Mercier (traducteur) (trad. de l'anglais), Le juge Ireton est accusé « in » J.D. Carr, vol. 6 : Dr. Fell [« The Seat of the Scornful »], Paris, Librairie des Champs-Élysées, coll. « Les Intégrales du Masque. », 2000, 916 p. (ISBN 2-7024-2961-0, BNF 37196849) Ce volume omnibus réunit les romans suivants : Meurtre après la pluie, Un fantôme peut en cacher un autre, Suicide à l'écossaise, Le juge Ireton est accusé + nouvelles et pièces radiophoniques.

## Remarques
- Frédérick Barlow sera cité dans le roman Le Sphinx endormi (1947), où il sera mentionné (chapitre VII) comme étant l’ami de Donald Holden, l'un des principaux personnages du roman. Barlow est présenté comme poursuivant une brillante carrière d'avocat.

## Sources bibliographiques
- Jacques Baudou et Jean-Jacques Schleret, Les Métamorphoses de la chouette, Paris, Futuropolis, 1986, p. 50.
- Roland Lacourbe, John Dickson Carr : scribe du miracle. Inventaire d'une œuvre, Amiens, Encrage, 1997, p. 56.